# 輔幣
輔幣，即輔助貨幣，俗稱「零錢」，是一元單位以下的小額貨幣，主要用來輔助大面額貨幣流通，供日常零散交易或找零之用，通常以小數點形式計數；匯率較高的貨幣多半擁有輔幣，如一角（一毫）、一分（一仙）、一文等幣別。
輔幣一般多為金屬鑄造的硬幣，也有些紙製的紙幣。
輔幣一般是有限法償貨幣。也有一些國家規定輔幣為無限法償貨幣，如中國大陸。中華民國早年依新臺幣輔幣發行辦法限制輔幣法償，1955年刪除該條例後已無法償限制。
通常鑄有輔幣的國家，其幣值都較高。

## 使用輔幣的貨幣
- 美元
- 人民幣
- 英鎊
- 歐元
- 盧布
- 港幣
- 澳門幣
- 新臺幣
- 澳大利亞元
- 泰銖
- 馬來西亞令吉
- 里拉

## 未使用輔幣的貨幣
- 日圓
- 韓圓
- 印尼盧比
- 越南盾
- 西非法郎
- 賴比瑞亞元